# Rezart Dabulla
Rezart Dabulla est un  footballeur albanais né le 24 octobre 1979 à Tirana.

## Palmarès
| saison                      | club                | pays    |
| --------------------------- | ------------------- | ------- |
| juillet 1997-juin 1998      | KS Lushnja          | Albanie |
| juillet 1998-août 2006      | KF Tirana           | Albanie |
| septembre 2006-juillet 2007 | KS Vllaznia Shkodër | Albanie |
| août 2007-juin 2008         | KS Shkumbini Peqin  | Albanie |
| juillet 2008-juin 2010      | KF Tirana           | Albanie |

## Sélections
- 1998-2004 :  Albanie (5 sélections)